# Goodenia xanthotricha
Goodenia xanthotricha är en tvåhjärtbladig växtart som beskrevs av De Vriese. Goodenia xanthotricha ingår i släktet Goodenia och familjen Goodeniaceae. Inga underarter finns listade i Catalogue of Life.